# Club Deportivo Elemental Ursaria
El Club Deportivo Elemental Ursaria es un club de fútbol de la localidad de Cobeña (Comunidad de Madrid), España. En la temporada 2022-23 se proclamó campeón del Grupo VII de la Tercera Federación, por lo que consiguió su ascenso a Segunda Federación para la temporada 2023-24, categoría en la que solo permaneció una temporada ya que al finalizarla fue relegado por impagos, pese a haber conseguido la permanencia por méritos deportivos. Como consecuencia de esos problemas financieros en la temporada 2024-25 el club no compite en ninguna categoría profesional.

## Historia
El 2 de julio de 2007 fue fundado el Club Deportivo Latina, identidad original del club, con sede en Madrid. El club debutó en la temporada 2007-08 en la Tercera Regional de Madrid, en 2009 logró su primer ascenso tras proclamarse campeón del Grupo 9 de la categoría. Posteriormente, comenzó a militar en la Segunda de Aficionados, en donde se mantuvo hasta 2013, cuando consiguió su ascenso a Primera de Aficionados al proclamarse campeón del grupo 3. En 2015 el Latina logró la promoción a Preferente Madrid.
En 2018 el C. D. Latina cambió su nombre a Club Deportivo Elemental Ursaria tras ser adquirido por el inversionista Ricardo Badoer. En el mismo año el equipo pasó una temporada en Primera de Aficionados, aunque regresó en un año a Preferente. En 2021 el Ursaria fue el ganador del Grupo 2 y posteriormente campeón absoluto de la Preferente de Madrid tras derrotar al Club Deportivo Galapagar en el partido entre los dos líderes de grupo de la temporada, de esta manera el Ursaria logró acceder a categoría nacional para la temporada 2021-22, al disputar la Tercera División RFEF. Tras su ascenso a las competiciones nacionales, el club firmó un acuerdo de colaboración con la Escuela Municipal de Fútbol de Cobeña, por lo que el Ursaria se estableció en la localidad y convirtió al equipo local en su filial.
En su primera temporada en Tercera RFEF, el Ursaria finalizó en la sexta plaza, quedando a dos puntos de los puestos de play-off de ascenso. Sin embargo, para la temporada 2022-23 el equipo dominó la competición en un pulso directo con el RSC Internacional F. C., finalmente el Ursaria se proclamó campeón de la Tercera Federación en la última jornada tras derrotar a la Agrupación Deportiva Torrejón Club de Fútbol por 0-3, mientras que el RSC Internacional cayó derrotado ante el Paracuellos Antamira, por lo que el Ursaria consiguió su ascenso a la Segunda Federación. Durante este ciclo futbolístico el Ursaria hiló un invicto de once meses, al no conocer la derrota entre el 9 de abril de 2022 y el 19 de marzo de 2023, finalmente, el equipo solo concedió dos derrotas en esa temporada. El equipo dio el salto a la cuarta categoría nacional marcado por una crisis financiera que se tradujo en impagos a los jugadores y diversas medidas de austeridad.
En su temporada de debut en la Segunda Federación, el Ursaria tuvo un paso regular en la categoría, llegando a ocupar puestos de promoción de ascenso a la Primera Federación, en algunos momentos de la primera vuelta. Sin embargo, durante el tramo final del año futbolístico, el equipo entró en la lucha por evitar el descenso, firmando la permanencia en la última jornada tras vencer por 1-0 al CF Villanovense. Aunque se logró la continuidad en la categoría por manera deportiva, los problemas financieros del club, hicieron que el equipo fuera descendido por la RFEF, tras no lograr solventar un problema de impagos.
Tras ser relegado a Tercera Federación el equipo no pudo hacer efectiva su inscripción en la quinta categoría del balompié estatal, por lo que el club no participa en ninguna competición de fútbol profesional durante la temporada 2024-25.

## Temporadas
C. D. Latina
| Temporada | Nivel | División       | Puesto | Copa del Rey |
| --------- | ----- | -------------- | ------ | ------------ |
| 2007-08   | 8     | 3ª Aficionados | 5      |              |
| 2008-09   | 8     | 3ª Aficionados | 1      |              |
| 2009-10   | 7     | 2ª Aficionados | 6      |              |
| 2010-11   | 7     | 2ª Aficionados | 7      |              |
| 2011-12   | 7     | 2ª Aficionados | 6      |              |
| 2012-13   | 7     | 2ª Aficionados | 1      |              |
| 2013-14   | 6     | 1ª Aficionados | 6      |              |
| 2014-15   | 6     | 1ª Aficionados | 1      |              |
| 2015-16   | 5     | Preferente     | 9      |              |
| 2016-17   | 5     | Preferente     | 12     |              |
| 2017-18   | 5     | Preferente     | 17     |              |

C. D. E. Ursaria
| Temporada | Nivel | División       | Puesto | Copa del Rey |
| --------- | ----- | -------------- | ------ | ------------ |
| 2018-19   | 6     | 1ª Aficionados | 1      |              |
| 2019-20   | 5     | Preferente     | 11     |              |
| 2020-21   | 5     | Preferente     | 1      |              |
| 2021-22   | 5     | 3ª RFEF        | 6      |              |
| 2022-23   | 5     | 3ª RFEF        | 1      |              |

- 2 temporadas en Tercera Federación

## Palmarés

### Campeonatos nacionales
- Tercera Federación (1): 2022-23 (Gr. VII).

### Campeonatos regionales
- Regional Preferente de Madrid (1): 2020-21 (Gr. 2).[13]
- Primera Regional de Madrid (2): 2014-15 (Gr. 3) (como C. D. Latina)[14] y 2018-19 (Gr. 4).[15]
- Segunda Regional de Madrid (1): 2012-13 (Gr. 7) (como C. D. Latina).[16]
- Tercera Regional de Madrid (1): 2008-09 (Gr. 9) (como C. D. Latina).[17]
- Copa de Campeones de Preferente de Madrid (1): 2020-21.[18]
- Subcampeón de la Copa RFEF (Fase Regional de Madrid) (1): 2022-23.[19]